# Bojary (sielsowiet Grodzie)
Bojary (biał. Баяры; ros. Бояры) − wieś na Białorusi, w obwodzie grodzieńskim, w rejonie oszmiańskim, w sielsowiecie Grodzie.

## Historia
W czasach zaborów dwór (własność Błażewicza) i okolica szlachecka (własność Grodziów) w gminie Polany, w powiecie oszmiańskim, w guberni wileńskiej Imperium Rosyjskiego. W 1905 roku wymieniono cztery folwarki:
- folwark Bojary Czapskiego liczył 13 mieszkańców, 40 dziesięcin[2].
- folwark Bojary Grodzia liczył 8 mieszkańców, 110 dziesięcin[2].
- folwark Bojary Grodzia liczył 18 mieszkańców, 78 dziesięcin[2].
- folwark Bojary Januszkiewicza liczył 12 mieszkańców, 98 dziesięcin[2].

W latach 1921–1945 folwark i okolica leżały w Polsce, w województwie wileńskim, w powiecie oszmiańskim, w gminie Polany.
W 1931:
- folwark w 3 domach zamieszkiwały 22 osoby[3].
- okolicę w 5 domach zamieszkiwało 36 osób[3].

Wierni należeli do parafii rzymskokatolickiej w Murowanej Oszmiance. Miejscowość podlegała pod Sąd Grodzki w Oszmianie i Okręgowy w Wilnie; właściwy urząd pocztowy mieścił się w Oszmianie.
Po II wojnie światowej w granicach Związku Sowieckiego. Od 1991 w niepodległej Białorusi.